# Phototherapie
Phototherapie ist eine physikalische Behandlungsmöglichkeit bei Kindern mit Neugeborenengelbsucht. Es wird kurzwelliges, blaues Licht mit einer Wellenlänge von etwa 455 nm angewendet. Durch die eingestrahlte Lichtenergie wird in der Haut des Neugeborenen eingelagertes wasserunlösliches (indirektes) Bilirubin in ein wasserlösliches Isomer, das sogenannte Lumirubin umgewandelt und kann anschließend über die Gallenflüssigkeit und die Nieren ausgeschieden werden.

## Indikation
Die Phototherapie kommt bei Neugeborenen mit einer besonders starken oder auch frühzeitig und rasch ansteigenden Gelbsucht zum Einsatz. Dadurch soll eine ernsthafte Komplikation der ansonsten harmlosen Störung, die sogenannte Bilirubinenzephalopathie, auch Kernikterus genannt, vermieden werden. In Leitlinien der entsprechenden Fachgesellschaft sind die Grenzen der Bilirubinkonzentration im Blut festgelegt, bei denen eine Therapie erfolgen sollte.

## Durchführung

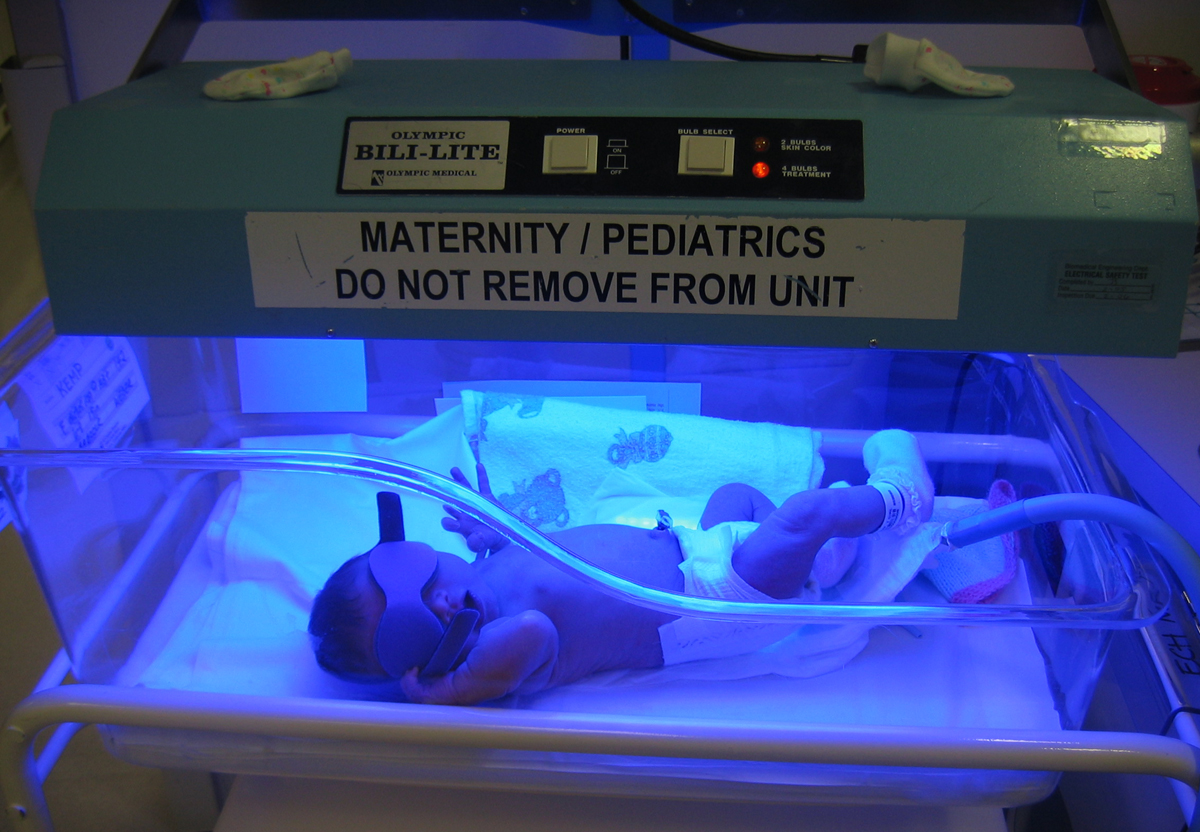
Neugeborenes unter der Phototherapielampe

Zur Phototherapie werden Lampen mit Leuchtstoffröhren oder blauen LEDs, deren Spektrum möglichst eng bei der wirksamen Wellenlänge von 455 nm liegt, verwendet. Die Lampen werden über einem Wärmebett oder Inkubator platziert. Da die Therapie umso effektiver ist, je mehr Hautfläche bestrahlt wird, liegen die Neugeborenen nur mit einer möglichst kleinen Windel bekleidet unter der Lichtquelle. Da die Bestrahlungsstärke mit dem Quadrat der Entfernung von der Lichtquelle abnimmt, kann man die Effektivität der Behandlung steigern, wenn man die Lampe dichter über das Neugeborene bringt. Regelmäßiger Lagewechsel steigert die Effizienz.
Daneben gibt es auch sogenannte Leuchtmatten, die in das Bett gelegt werden, und das blaue Licht über Faseroptiken abgeben. Das Neugeborene liegt dann unbekleidet, wie auf einer Sonnenbank, auf dieser Lichtmatte.
Falls ein zu starker Anstieg der Bilirubin-Konzentration es erforderlich macht, kann man die Intensität weiter steigern, indem man mit Lichtmatte von unten und Phototherapielampe von oben gleichzeitig bestrahlt.
Je nach Dringlichkeit kann die Phototherapie intermittierend alle vier bis sechs Stunden oder kontinuierlich angewendet werden.

## Nebenwirkungen
Obwohl es sich um eine scheinbar harmlose Anwendung von einfachem Licht handelt, ist auch die Phototherapie nicht frei von Nebenwirkungen. Die eingestrahlte Energie führt zur erhöhten Verdunstung von Wasser über die Haut und dadurch zu vermehrten Wasser- und Salzverlusten. Besonders empfindlich reagiert die Netzhaut (Retina) der Augen auf die energiereichen Lichtstrahlen. Um Schädigungen zu vermeiden, müssen die Augen der behandelten Kinder daher durch spezielle „Brillen“ abgedeckt werden. Auch die dünne und empfindliche Haut der Neugeborenen kann mit Entzündungen auf die Behandlung reagieren. Weiterhin kann die Wärmeregulation gestört sein. Bestrahlung bei erhöhten Werten des direkten Bilirubins führt zur Braunverfärbung von Haut und inneren Organen (Bronzebaby-Syndrom). Manche Kliniken sind organisatorisch noch nicht in der Lage, die Phototherapie im Zimmer der Mutter durchzuführen, so dass es zur Trennung des Kindes von der Mutter kommen kann.